# Martinsburg (Pennsylvania)
Martinsburg  è una borough degli Stati Uniti d'America, nella contea di Blair nello Stato della Pennsylvania. Secondo il censimento del 2000 la popolazione è di 2.236 abitanti.

## Società

### Evoluzione demografica
La composizione etnica vede una maggioranza di quella bianca ( 99,46%), seguita dai nativi americani (0,09%) dati del 2000.
| borough di Martinsburg Popolazione |       |
| 2000                               | 2.236 |
| Stima al 2009                      | 2.137 |